# Đồng Lạc, Yên Lập
Đồng Lạc là một xã thuộc huyện Yên Lập, tỉnh Phú Thọ, Việt Nam.
Xã Đồng Lạc có diện tích 25,92 km², dân số năm 2012 là 7654 người, mật độ dân số đạt 230 người/km².